# Gymnastique aux Jeux olympiques d'été de 2012
Navigation
Pékin 2008 Rio de Janeiro 2016
Aux Jeux olympiques de 2012, trois disciplines de gymnastique sont au programme : la gymnastique artistique, la gymnastique rythmique et le trampoline.